# Primer dipòsit d'aigües potables de la ciutat de València
L'antic dipòsit d'aigües potables de la ciutat de València, conegut també com a dipòsit de Mislata o dipòsit general de la Societat d'Aigües Potables de València, peça fonamental a la primera xarxa d'aigua potable de la ciutat, és un edifici dissenyat el 1845 per l'enginyer Calixto Santa Creu. La construcció va començar el 1847 i va ser inaugurat el 1850. Des  és la seu del Museu d'Història de València.

## Història

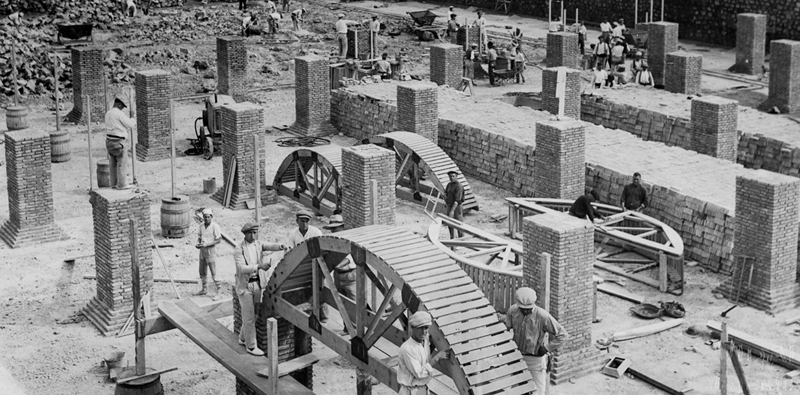
Construcció del dipòsit d'aigües potables l'any 1932

Pes desenvolupament industrial a la ciutat de València van arribar molts'immigrants del camp, això va provocar un creixement ràpid de la ciutat sense una prèvia planificació, la qual cosa va donar lloc a un augment de la població que s'amuntega en barris que manquen de tota mena de serveis.
Mentre això ocorre, des de mitjan segle xix sorgeix un corrent de pensament conegut com a higienisme, un moviment tècnic, cultural i jurídic que es va enfocar en la millora de les condicions i qualitat de vida de les ciutats, centrant-se fonamentalment en quatre aspectes bàsics: instal·lació de clavegueram i tractament de l'aigua, instal·lació d'enllumenat públic, ordenació de les ciutats en carrers baix plans d'ordenació i la construcció de grans vies per a la ventilació de la ciutat.
Aquestes són les circumstàncies en les quals s'emmarca l'inici del proveïment d'aigua potable a València, ciutat en la qual era prioritari posar fre a la mortalitat produïda per epidèmies de còlera i tifus.
El 1845 mor el canonge Mariano Liñán, que havia deixat en el seu testament 28.000 duros en deute públic francès amb la condició de ser utilitzats per finançar el proveïment d'aigua potable a la seua ciutat natal, València, sempre que el projecte comencés abans d'un any, en cas contrari els diners anirien a parar a la Beneficència.
Malgrat el fet que amb la summa llegada pel canonge Mariano de Liñán no n'hi havia prou per realitzar el projecte, es crea una comissió formada per l'Ajuntament de València, la Societat Econòmica d'Amics del País i el germà del canonge Liñán. La reina Isabel II va concedir, el 9 d'octubre de 1845, el permís per crear la xarxa i la planta de proveïment per a la ciutat, i es va decidir de fer una presa en el riu Túria.
El projecte és dissenyat per l'enginyer Calixto Santa Creu i l'obra és dirigida per l'enginyer Ildefons Cerdà i Sunyer amb la col·laboració de Leodegario Marchessaux.
El dipòsit havia de complir dos requisits, d'una banda havia de contenir prou volum per assegurar el subministrament a la ciutat, la qual cosa suposava uns 9500 m³; i d'altra banda, havia d'elevar la pressió de la xarxa general de distribució.
El problema de la falta de diners per fer front al projecte es va superar amb la creació, el 8 de gener de 1846, per part de Josep Campo, Marquès de Campo, llavors alcalde de València, d'una Societat Anònima en la qual particulars aportaven diners que es podrien recuperar mitjançant impostos a la ciutat: en duanes sobre el blat i altres aliments bàsics; i els espectacles públics. Aquest sistema va permetre aconseguir el finançament per realitzar el projecte. Més tard, quan Josep Campo deixa l'alcaldia, s'erigeix president de l'empresa Societat Valenciana per a la Conducció d'Aigües Potables.
Per a començar el projecte, es construeix l'assut de «La Presa», una bassa de decantació i un aqüeducte que arriba fins a l'Arquillo, tot això entre 1845 i 1850.
Des del Arquillo partien dues canonades de 355 mm que arribaven fins al Dipòsit General d'aigües potables de València, que s'havia emplaçat en una zona extramurs de la ciutat, envaint part del municipi de Mislata. Des del dipòsit sortien les primeres canonades d'aigua potable que proveïa la ciutat pels carrers Quart i Cavallers, proveint d'aigua potable a mitja dotzena de fonts abeuradores.
×La cerimònia inaugural de la portada d'aigua a València va tenir lloc en la font de la plaça del Negrito (antiga plaça de Calatrava, que va ser una de les primeres fonts que tenia aigua potable a la ciutat) el 19 de novembre de 1850, va constituir el primer en el seu gènere dels quals es van fer a Espanya.
La demanda d'aigua potable va continuar creixent al llarg dels anys 1850 i 1878, per la qual cosa el sistema de captació, tractament i distribució ja no tenia prou capacitat per a proveir a la ciutat. Això porta a l'ajuntament a sol·licitar a l'empresa subministradora d'aigua potable, que augmenti l'aigua que subministra a la ciutat tant en qualitat com en quantitat.
Aquestes noves necessitats coincideixen amb l'extensió de la ciutat fruit del derrocament de les muralles i els plans d'eixample. Les muralles van ser substituïdes per una ronda exterior que més tard va passar a anomenar-se carrer Colón. Al temps es produeix l'absorció dels primitius ravals que envoltaven la zona extramurs de la ciutat i s'hi incorporen com a nous barris de València, com va ocórrer amb Russafa, que va passar a formar part de la ciutat el 1877.
D'aquesta forma, a la fi del segle xix, el 1888, es planteja un nou dipòsit d'aigües potables. L'obra consisteix en el dipòsit de Sant Onofre a Quart de Poblet, una canonada DN 600 mm en el tram Sant Onofre-Arquillo, una nova bassa de decantació a «La Presa» i millores en els filtres de Manises.

## Descripció de l'edifici

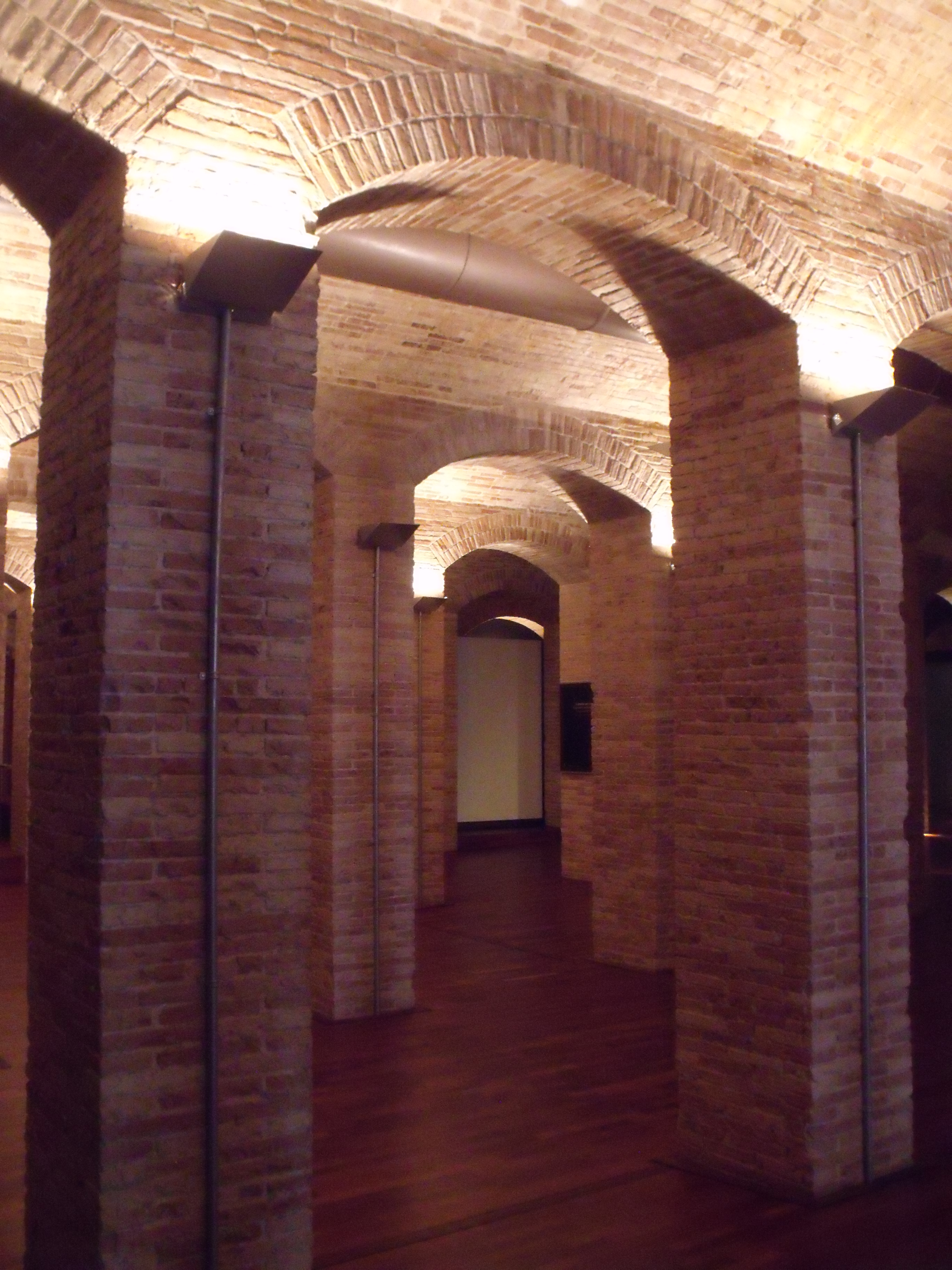
Interior del Museu d'Història de València

L'edifici està fet de maó local, procedent de Manises i Aldaia. Tots els paraments verticals de l'interior eren arrebossats amb ciment Pórtland. El sistema de canonada es va importar de Londres.
Per realitzar-ho es va dur a terme una excavació en forma de rectangle enterrat, de 69 × 43 metres, cobert per onze voltes rebaixades de canó (amb una altura del intradós de 4,5 metres) que descansaven en arcades de maó de dos metres de llum, recolzades en la part central per 250 pilars de maó, i en el perímetre per un mur de maçoneria i formigó de calç hidràulica.

### Adaptació a museu
El dipòsit d'aigües potables de València es va deixar d'utilitzar i amb això va començar un període de total abandó de les instal·lacions, la qual cosa va portar a la deterioració de l'edifici i a l'enfonsament de part de les voltes l'any 1998, fet que va cridar l'atenció sobre aquest edifici que constituïa una joia de l'arquitectura industrial de la ciutat.
Es decideix així restaurar-lo, obra dirigida per Juan José Garrido entre 1998 i 2001. La rehabilitació va consistir a retirar el revestiment hidròfug que recobria els pilars, deixant al descobert el maó original que aportava una gran bellesa a l'espai hipòstil. Amb la rehabilitació, en la part superior de l'antic dipòsit es va crear una nova plaça pavimentada i es va donar origen a un nou accés en la seua cota zero, la qual cosa permetia contemplar l'espai dominat per la contundència de la fàbrica de maó.
El sòl sí que va haver de sofrir més intervenció, ja que una vegada es va decidir emplaçar-hi la seu del Museu d'Història de València, havia de resoldre el problema del desnivell de fins a 80 centímetres al costat sud-est que servia per a facilitar l'eixida de l'aigua del dipòsit amb certa pressió, i alhóra, havia menester de resoldre el problema d'ocultar el cablejat de les instal·lacions; aquestes dificultats es van superar col·locant un sòl de parquet que a més va aportar harmonia al conjunt.
Per facilitar l'accés es va accentuar el desnivell a l'entrada, i es va donar origen a una rampa en sentit invers al que va tenir al principi, la qual cosa facilita la càrrega i descàrrega de material expositiu. A més va caldre realitzar intervencions menors per a la instal·lació dels lavabos i la climatització de l'espai. Així el 2003 s'inaugura el Museu d'Història de València, amb un nou concepte museogràfic en el qual es combina l'exhibició de peces històriques amb mitjans audiovisuals.
El museu presenta a la zona aquest des de l'entrada, la botiga, el mostrador de recepció i el guarda-roba, l'àgora, concebuda com a àrea configuradora de l'espai total, la sala d'usos múltiples, la sala d'exposicions temporals i la mediateca. Tota la zona oest, es va dedicar a la col·lecció permanent del museu, en la qual es recullen els 22 segles d'història de la ciutat de València per mitjà de vuit blocs, cadascun referent a un període històric: Valentia, Balansiya, València en l'Edat Mitjana, De les Germanies a la Nova Planta, La València Borbònica, La ciutat del vapor, La modernitat truncada i la València viscuda.